# Michael George Bowen
Michael George Bowen (* 23. April 1930 in Gibraltar; † 17. Oktober 2019 in Vauxhall, London Borough of Lambeth) war ein britischer Geistlicher und römisch-katholischer Erzbischof von Southwark.

## Leben
Michael George Bowen wurde mit zehn Jahren Halbwaise, sein Vater diente als Major der Irish Guards und fiel im Zweiten Weltkrieg in Norwegen; seine Mutter heiratete 1945 Sir Paul Makins. 1949 wurde Michael George Bowen selbst den Irish Guards als Leutnant zum Militärdienst eingezogen. Danach studierte er ein Jahr am Trinity College der University of Cambridge und arbeitete kurz im Weinhandel. 1952 begann er ein Studium als Priesteramtskandidat am Päpstliche Englisches Kolleg (englisch Venerable English College) in Rom. Während seiner Zeit in Rom produzierte er Gilbert- und Sullivan-Opern und spielte in der Cricket-Liga. Nach seinem Theologie- und Philosophiestudium an der Päpstlichen Universität Gregoriana empfing er am 29. Juni 1957 die Priesterweihe.
Er war zunächst im Pfarrdienst in St. Gregory in Earlsfield im Londoner Westen tätig. Im Jahr 1960 wechselte er zu The English Martyrs in Walworth, einem Stadtteil im London Borough of Southwark, wo er abends im St. Augustine’s House, einem Wohnheim für berufstätige Männer, die über das Priesteramt nachdachten, unterrichtete. 1963, während des Zweiten Vatikanischen Konzils, kehrte er nach Rom zurück und war Theologieprofessor am Päpstlichen Beda-Kolleg. 1966 wurde er Kanzler des neu errichteten Bistums Arundel und Brighton.
Papst Paul VI. ernannte ihn am 18. Mai 1970 zum Koadjutorbischof von Arundel und Brighton und Titularbischof von Lamsorti. Der Apostolische Delegat im Vereinigten Königreich, Erzbischof Domenico Enrici, spendete ihm am 27. Juni desselben Jahres die Bischofsweihe; Mitkonsekratoren waren David John Cashman, Bischof von Arundel und Brighton, und Derek John Worlock, Bischof von Portsmouth. Mit dem Tod David John Cashmans folgte er ihm als Bischof von Arundel und Brighton nach. Papst Paul VI. ernannte ihn am 28. März 1977 zum Erzbischof von Southwark. Am 6. November 2003 nahm Papst Johannes Paul II. seinen vorzeitigen Rücktritt an, um seinen Nachfolger den Weg zu ebnen.
Er war Mitglied des Bischöflichen Bildungsausschusses und führte auch den Vorsitz der Katechetischen Kommission zur Umsetzung der Beschlüsse des Zweiten Vatikanischen Konzils. Zusammen mit Kardinal John Carmel Heenan vertrat er die Bischöfe von England und Wales auf der Bischofssynode 1971, die von Papst Paul VI. einberufen wurde. Von 1972 bis 1975 war er Co-Vorsitzender der Internationalen Katholisch-Methodistischen Kommission. Von 1983 bis 1999 war er Vorsitzender der Kommission für christliches Leben und Gottesdienst und von 1983 bis 1986 Vorsitzender des Ausschusses für das Familienleben der Bischofskonferenz. Im Jahr 1996 wurde er zum Vizepräsidenten gewählt. Nach dem Tod von Kardinal Basil Hume im Juli 1999 wurde er Präsident der Bischofskonferenz.
Michael George Bowen war Mitglied des Ritterordens vom Heiligen Grab zu Jerusalem. 1985 gründete er die Magistraldelegation des Ritterordens vom Heiligen Grab zu Jerusalem in Gibraltar und war bis 1998 deren Großprior. Zudem war er von 1977 bis 2003 Großprior der Statthalterei England und Wales des Ritterordens vom Heiligen Grab zu Jerusalem.
Michael George Bowen war honorary fellow der Universität von Roehampton und Freeman of the City of London.